# Badstuben 1–10
Badstuben 1–10 war ein Denkmalbereich in Aschersleben in Sachsen-Anhalt.

## Lage
Er befand sich auf der Westseite der Straße Badstuben im südlichen Teil der Aschersleber Innenstadt. Zum Denkmalbereich gehörten auch die als Einzeldenkmale ausgewiesenen Gebäude Badstuben 1, 2, 6, 7, 8, 9 und 10.

## Geschichte und Architektur

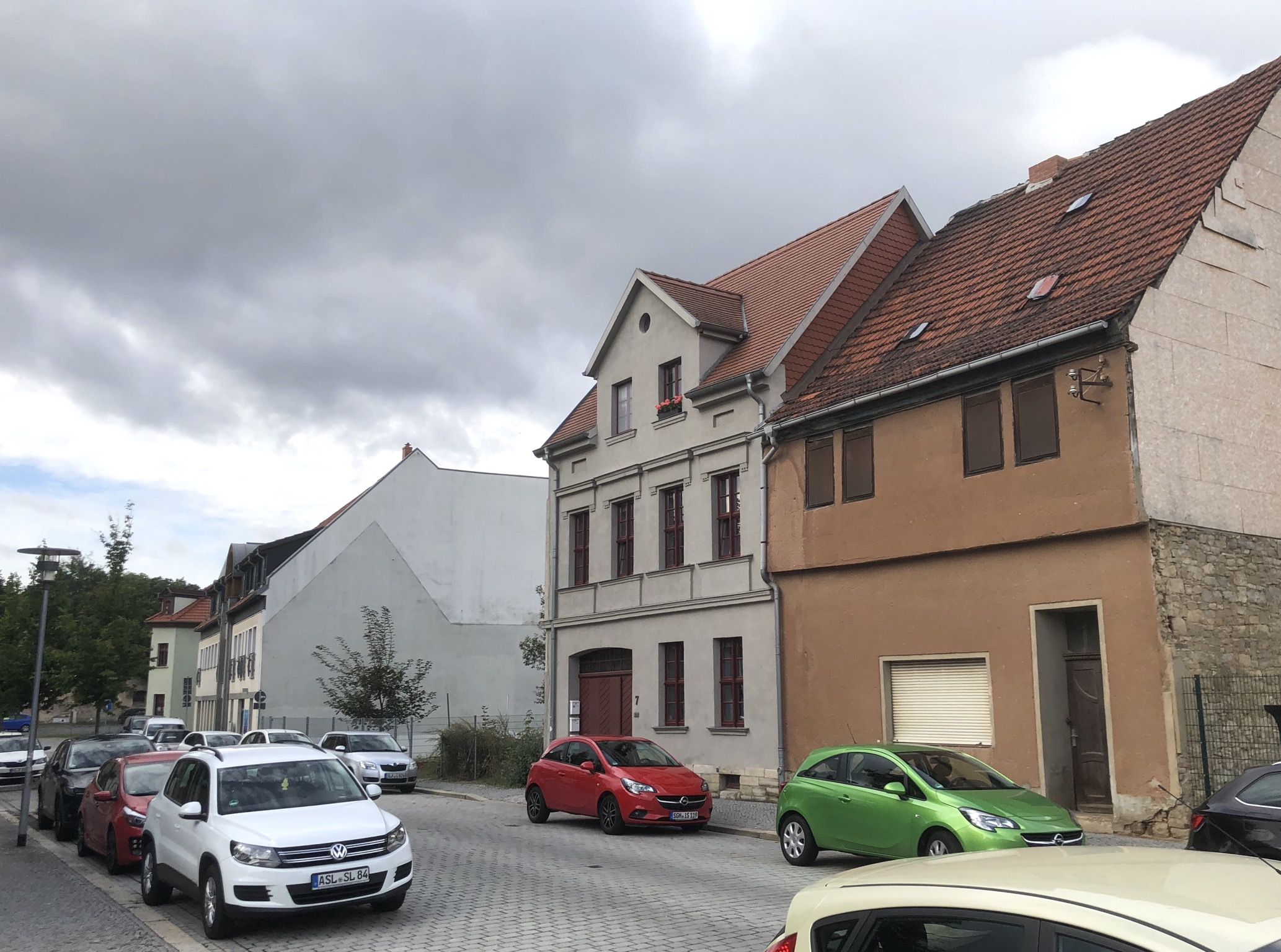
Blick auf Badstuben 6 und 7, 2020

Die Bebauung des Denkmalbereichs umfasste eine zweigeschossige, kleinteilige Bebauung, die in der Zeit vom 17. bis 19. Jahrhundert entstanden war. Die Straße selbst entstand im Jahr 1467 zusammen mit der Errichtung einer neuen Badestube. Die westliche Häuserzeile war geschlossen mit traufständigen, verputzten Häusern bebaut. Allerdings waren die Dachfirsten unterschiedlich hoch, so dass sich eine sehr lebendige Dachlandschaft ergab.
Im örtlichen Denkmalverzeichnis war der Straßenzug unter der Erfassungsnummer 094 80417 als Denkmalbereich verzeichnet.
Nach ungenehmigten Abbrüchen der Häuser Badstuben 3, 4, 8, 9 und 10 war die Denkmaleigenschaft des Bereichs verloren gegangen. Im Jahr 2017 erfolgte daher eine Austragung des Denkmalbereichs aus dem Denkmalverzeichnis.